# Kepler-16
Kepler-16 là một lu mờ sao nhị phân hệ thống trong chòm sao của Thiên Nga được mục tiêu của Kepler (tàu vũ trụ). Cả hai ngôi sao đều nhỏ hơn Mặt Trời; Kepler-16A, là một ngôi sao loại K, Kepler-16B, là một ngôi sao lùn đỏ. Chúng cách nhau 0,22 AU, và hoàn thành một quỹ đạo quanh một khối tâm chung cứ sau 41 ngày.
Hệ thống này là chủ của một hành tinh ngoài hệ mặt trời đã biết trong quỹ đạo tròn: Kepler-16b có kích thước sao Thổ.
| Thiên thể đồng hành (thứ tự từ ngôi sao ra) | Khối lượng | Bán trục lớn (AU) | Chu kỳ quỹ đạo (ngày) | Độ lệch tâm | Độ nghiêng | Bán kính  |
| ------------------------------------------- | ---------- | ----------------- | --------------------- | ----------- | ---------- | --------- |
| b                                           | 0.333 MJ   | 0.7048            | 228.776               | 0.0069      | 90.032°    | 0.7538 RJ |